# Côte d'Ivoire aux Jeux olympiques d'été de 1996
 (février 2025).
Si vous disposez d'ouvrages ou d'articles de référence ou si vous connaissez des sites web de qualité traitant du thème abordé ici, merci de compléter l'article en donnant les références utiles à sa vérifiabilité et en les liant à la section « Notes et références ».
La Côte d'Ivoire a participé aux Jeux olympiques d'été de 1996 à Atlanta. Il s'agissait de sa 8e participation à des Jeux d'été. L'athlète Jean-Olivier Zirignon a été le porte-drapeau de la délégation ivoirienne.

## Nombre d’athlètes qualifiés par sport
La Côte d'Ivoire comptait 11 athlètes dans 4 sports aux Jeux olympiques d'été de 1996.
| Sport       | Hommes | Femmes | Total |
| ----------- | ------ | ------ | ----- |
| Athlétisme  | 5      | 0      | 5     |
| Canoë-kayak | 0      | 2      | 2     |
| Judo        | 1      | 1      | 2     |
| Tennis      | 2      | 0      | 2     |
| Total       | 8      | 3      | 11    |

## Résultats par épreuve

### Athlétisme

#### Hommes
Épreuves sur piste et sur route
| Athlètes                                                  | Événements            | Tour 1 de la série | Tour 1 de la série | Tour 2 des séries | Tour 2 des séries | Demi-finale    | Demi-finale    | Final          | Final          |
| Athlètes                                                  | Événements            | Temps              | Rang               | Temps             | Rang              | Temps          | Rang           | Temps          | Rang           |
| --------------------------------------------------------- | --------------------- | ------------------ | ------------------ | ----------------- | ----------------- | -------------- | -------------- | -------------- | -------------- |
| Ahmed Douhou                                              | 100 mètres            | 10.53              | 55                 | n'a pas avancé    | n'a pas avancé    | n'a pas avancé | n'a pas avancé | n'a pas avancé | n'a pas avancé |
| Jean-Olivier Zirignon                                     | 100 mètres            | 22,69              | 106                | n'a pas avancé    | n'a pas avancé    | n'a pas avancé | n'a pas avancé | n'a pas avancé | n'a pas avancé |
| Franck Waota                                              | 200 mètres            | 20,78              | 29 q               | 21.14             | 36                | n'a pas avancé | n'a pas avancé | n'a pas avancé | n'a pas avancé |
| Franck Waota Ahmed Douhou Eric Pacôme N'Dri Ibrahim Meité | Relais 4 x 100 mètres | 39,43              | 14 q               | N / A             | N / A             | 38,99          | 11             | n'a pas avancé | n'a pas avancé |

### Canoë

#### Sprint
Hommes
| Athlète        | Événement | Séries   | Séries | Repêchage | Repêchage | Demi-finales   | Demi-finales   | Final          | Final          |
| Athlète        | Événement | Temps    | Rang   | Temps     | Rang      | Temps          | Rang           | Temps          | Rang           |
| -------------- | --------- | -------- | ------ | --------- | --------- | -------------- | -------------- | -------------- | -------------- |
| Koutoua Abia   | K-1 500m  | 1:55.208 | 9      | 1:53.432  | 8         | n'a pas avancé | n'a pas avancé | n'a pas avancé | n'a pas avancé |
| Miezan Edoukou | K-1 1000m | 4:31.680 | 8      | 4:44.155  | 7         | n'a pas avancé | n'a pas avancé | n'a pas avancé | n'a pas avancé |

### Judo
Hommes
| Athlète       | Événement | Résultat |
| ------------- | --------- | -------- |
| David Kouassi | Léger     | 13       |

Femmes
| Athlète             | Événement   | Résultat |
| ------------------- | ----------- | -------- |
| Marguerita Goua Lou | Poids lourd | 14       |

### Tennis
Hommes
| Athlète                        | Événement | 32e de finale | 32e de finale | 1/32 de finale     | 1/32 de finale | Huitièmes de finale       | Huitièmes de finale | Quarts de finale | Quarts de finale | Demi-finales   | Demi-finales   | Final          | Final          | Final          |
| Athlète                        | Événement | Opposition    | Score         | Opposition         | Score          | Opposition                | Score               | Opposition       | Score            | Opposition     | Score          | Opposition     | Score          | Rang           |
| ------------------------------ | --------- | ------------- | ------------- | ------------------ | -------------- | ------------------------- | ------------------- | ---------------- | ---------------- | -------------- | -------------- | -------------- | -------------- | -------------- |
| Clément N'Goran Claude N'Goran | Double    | N / A         | N / A         | Chen, Lien ( TPE ) | L 6 -2 6 -2    | Eltingh, Haarhuis ( NED ) | L 4 -6 4 -6         | n'a pas avancé   | n'a pas avancé   | n'a pas avancé | n'a pas avancé | n'a pas avancé | n'a pas avancé | n'a pas avancé |